# Pieve battesimale di Santa Maria Maggiore
La pieve battesimale di Santa Maria Maggiore di Susa è stato un importante centro di coordinamento per la religione cattolica in valle di Susa durante il Medioevo, poi confluito sotto la giurisdizione ecclesiale della prevostura di San Lorenzo di Oulx. Da essa dipendevano numerose chiese parrocchiali della bassa valle di Susa. Venne sconsacrata prima della fondazione della diocesi di Susa nel 1772 e i suoi arredi trasferiti presso l'abbazia di San Giusto. Pur essendo ancora riconoscibile nelle sue forme principali, è divenuta sede di civili abitazioni.

## Storia
L'antica chiesa di Santa Maria Maggiore ebbe secondo gli studiosi un ruolo preminente nel panorama ecclesiale valsusino per antichità di fondazione, desumibile non solo da fonti documentali, ma anche dal rapporto tra navata maggiore e laterali, pari a 1,2:1 «lontano dai moduli abituali della prima architettura romanica» e «indice di arcaicità».

## Descrizione

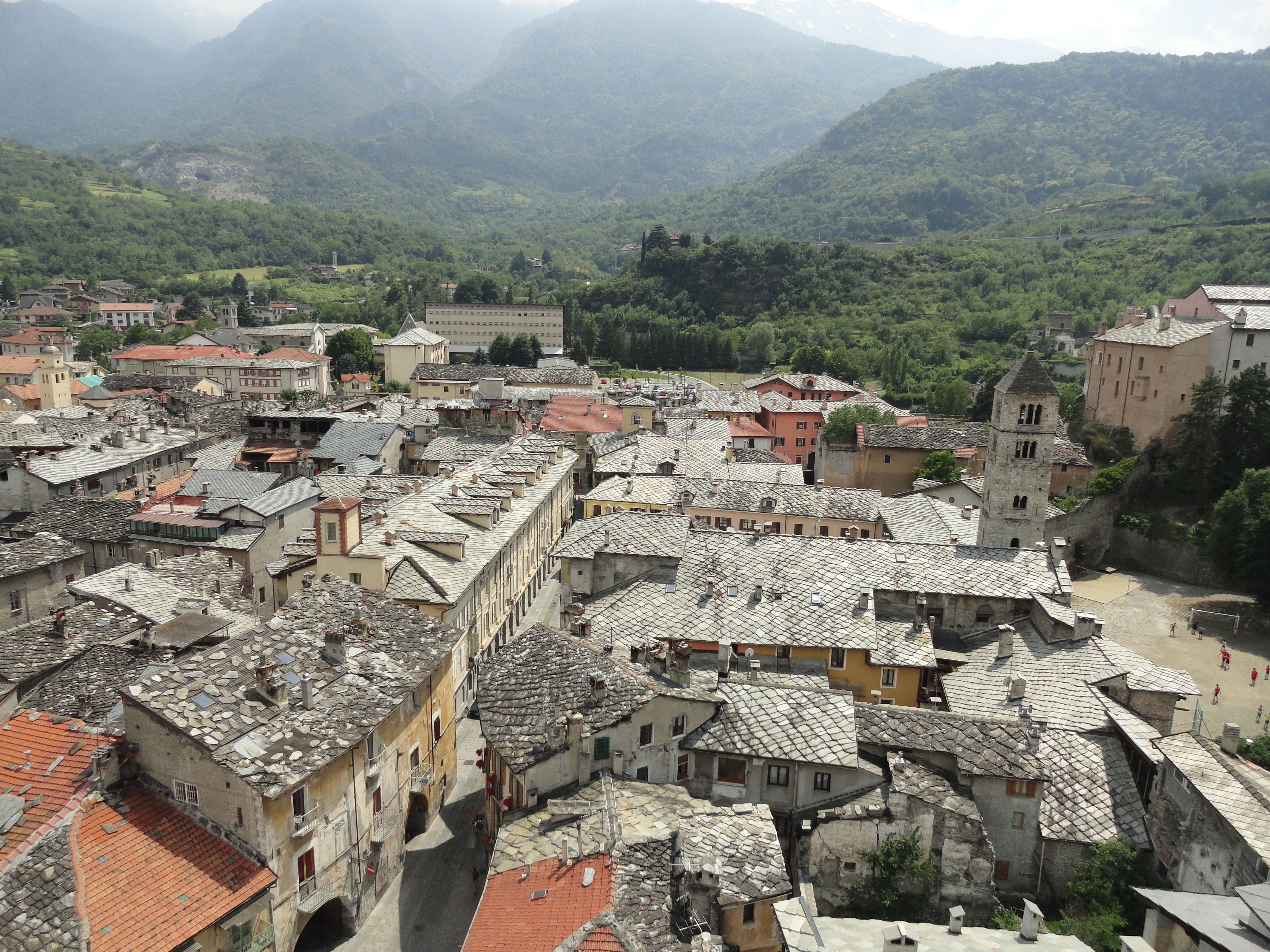
Il complesso di Santa Maria Maggiore, oggi ridotto a sede di abitazioni civili, visto dal campanile della Cattedrale di san Giusto. Sullo sfondo, a sinistra, immersa nel verde, la Chiesa di San Saturnino poi, già nell'area urbana, il Convento di San Francesco; a destra della ex Pieve, sopra il "campetto" utilizzato dell'oratorio il Castello della Contessa Adelaide.

La chiesa è sconsacrata e ridotta a insieme di civili abitazioni, depositi, magazzini in parte di proprietà comunale, altri parti in stato di rovina. La struttura architettonica antica resta tuttavia leggibile nelle sue parti principali. Una pianta del complesso canonicale si trova in un contributo di Luca Patria, disponibile on line .

### La chiesa

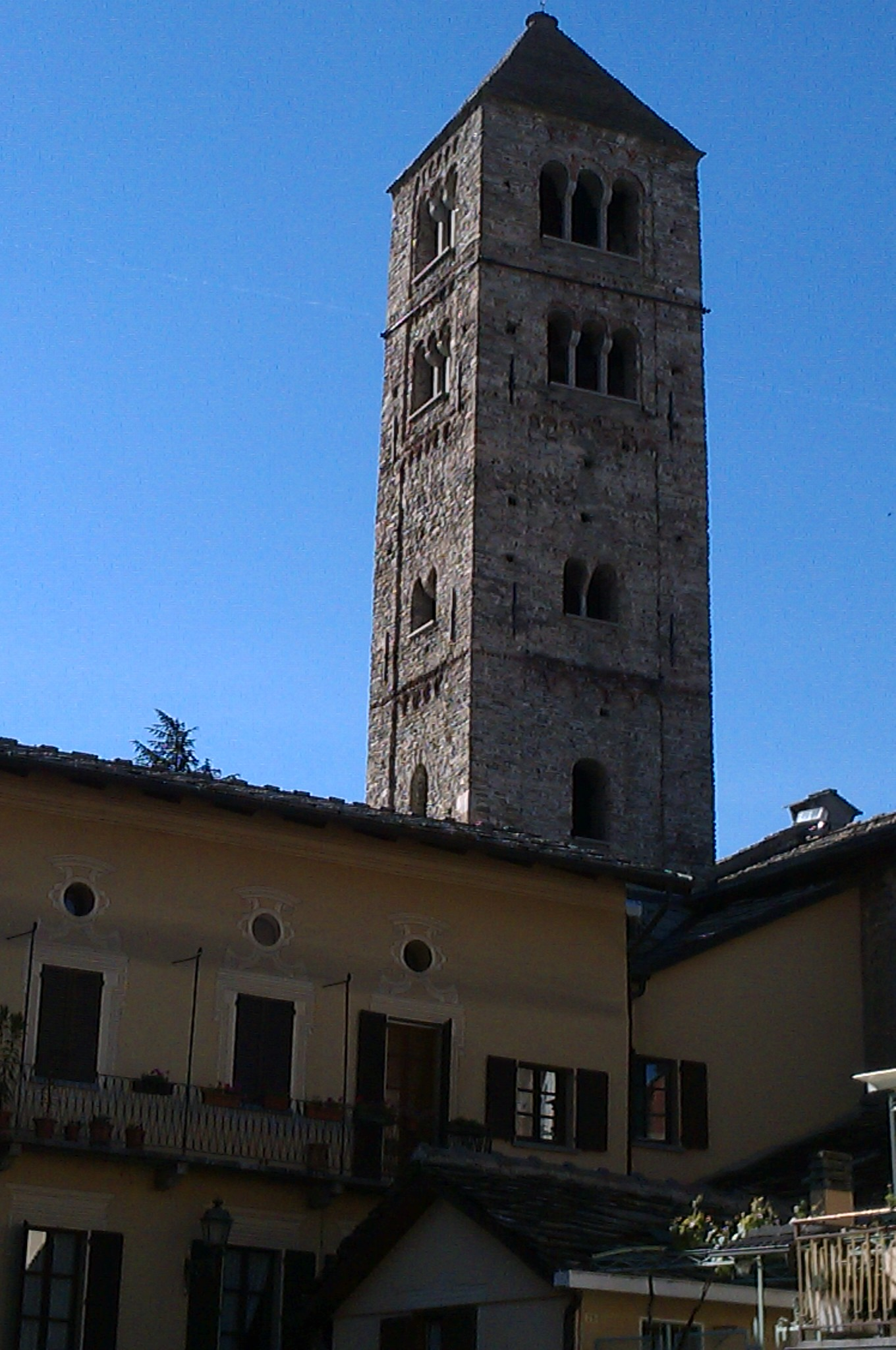
Susa, Campanile di Santa Maria Maggiore visto da sudest

La chiesa, la cui facciata era costruita come il campanile a ridosso delle mura romane, era composta di tre navate e aveva l'abside rivolta a est fino al periodo barocco, quando venne invece capovolto l'orientamento, collocando la facciata al posto della primitiva abside e in coerenza con l'attuale via Martiri della Libertà. Della chiesa antica sono ancora visibili gli archetti romanici decorativi sul lato sud e la facciata antica rivolta verso il parco di Augusto. Rimane un bel portale marmoreo sul lato nord, ora in un cortile privato.

### Il chiostro e la casa dei Canonici
Il complesso doveva essere composto oltre che dalla chiesa da altri edifici. Tra essi, a sud il chiostro, oggi scomparso e trasformato in piazza; a nord, con attuale accesso da piazza San Giusto, la cosiddetta "casa dei Canonici", probabile palazzo di rappresentanza del complesso che nel tardo medioevo era emanazione della prevostura di San Lorenzo di Oulx. Della casa dei Canonici, crollata negli anni novanta e dal quale è stato salvato un importante affresco medioevale civile raffigurante i mesi dell'anno (conservato nel locale Museo diocesano d'arte sacra), rimangono alcune arcate gotiche del porticato deteriorate.

### La domus helemosinaria
Dall'altra parte dell'attuale via Martiri della Libertà rispetto alla chiesa, doveva sorgere una domus helemosinaria, casa di ospitalità per i pellegrini della Via Francigena del Moncenisio, poi abbattuta nel XVIII secolo per costruire il palazzo della Provincia di Susa.

### La porta del Mercato
Nel distretto nord, probabilmente all'epoca il più affollato della città, sorgeva anche la medioevale porta del Mercato, sostitutiva della porta Savoia al tempo utilizzata come fortilizio e molto frequentata, nei cui pressi sorgeva il porticato con il peso della città (tra la casa dei Canonici e piazza San Giusto).

### Arredi sacri
Secondo alcuni studiosi, rimangono alcuni arredi sacri della pieve di Santa Maria Maggiore. Ad esempio, il medioevale altare di Pietro da Lione in marmo lunense attualmente nelle sacrestie della cattedrale di San Giusto e il coevo grande fonte battesimale scolpito, voluto dal prevosto Pietro II della prevostura di San Lorenzo di Oulx, attualmente nell'attuale battistero di San Giusto (ex cappella delle reliquie dell'abbazia). È andata perduta un'antica fontana trasferita secoli or sono a Giaveno, della cui iscrizione è rimasto un disegno conservato nella Biblioteca apostolica vaticana.